# Neem nog een sherry, chérie
Neem nog een sherry, chérie is een single van de Nederlandse zanger Nico Haak uit 1978.

## Achtergrond
Neem nog een sherry, chérie is geschreven door Peter Koelewijn en Nico Haak en geproduceerd door Koelewijn. Het is een nederpopnummer waarin de zanger zingt over een vrouw die hij ontmoet in de discotheek. Hij biedt haar een sherry aan en gebruikt het Franstalige koosnaampje chérie, wat kan worden vertaald naar lieverd, om haar aan te spreken. B-kant van de single was Reggae piep, afkomstig van het album Haak is de naam.

## Hitnoteringen
Het nummer had bescheiden successen in de Nederlandse hitlijsten. In de Nationale Hitparade kwam het tot de 37e plaats en was het in totaal drie weken in de lijst te vinden. De Top 40 werd niet behaald, maar het bleef steken in de Tipparade, waar het tot de achttiende plek kwam.